# Леслі Гант
Леслі Гант (англ. Lesley Hunt; нар. 29 травня 1950) — колишня австралійська тенісистка. Фіналістка Відкритого чемпіонату Австралії з тенісу в парному розряді в 1971 році (партнерка — Джилл Емерсон). Завершила кар'єру 1979 року.

## Фінали Туру WTA

### Парний розряд 3 (1–2)
| Легенда           |   |
| Grand Slam        | 0 |
| WTA Championships | 0 |
| Tier I            | 0 |
| Tier II           | 0 |
| Tier III          | 0 |
| Tier IV & V       |   |

| Титули за покриттям |   |
| Тверде              | 0 |
| Ґрунт               | 0 |
| Трава               | 1 |
| Килим               | 0 |

| Результат | Ранг | Дата              | Турнір                     | Покриття | Партнер     | Опоненти                           | Рахунок  |
| --------- | ---- | ----------------- | -------------------------- | -------- | ----------- | ---------------------------------- | -------- |
| Поразка   | 1.   | 14 січня 1971     | Australian Open, Австралія | Трава    | Joy Emerson | Маргарет Корт Івонн Гулагонг-Коулі | 0–6, 0–6 |
| Поразка   | 2.   | 15 жовтня 1978    | US Indoors, USA            | Килим    | Ілана Клосс | Керрі Мелвілл Венді Тернбулл       | 3–6, 3–6 |
| Перемога  | 3.   | 26 листопада 1978 | Крайстчерч, Нова Зеландія  | Трава    | Шерон Волш  | Катя Еббінгаус Сільвія Ганіка      | 6–1, 7–5 |